# Alice Strobl
Alice Strobl (* 1919 in Friedberg (Steiermark); † 6. August 2010) war eine österreichische Kunsthistorikerin.

## Leben
Strobl studierte an der Universität Wien Kunstgeschichte, Archäologie und romanische Sprachen. 1950 wurde sie promoviert zum Thema Der Wandel in den Programmen der österreichischen Deckenfresken seit Gran und in ihrer Gestaltung.
Ab 1971 bis 1984 war sie Vizedirektorin der Albertina. Ihr Spezialgebiet waren die Arbeiten von Gustav Klimt. Zwischen 1980 und 1984 veröffentlichte sie den dreibändigen Werkkatalog, welcher sämtliche seinerzeit bekannten Zeichnungen von Gustav Klimt in chronologischer Ordnung erfasst und beschreibt. Im Jahr 1989 erschien ein zusätzlicher Ergänzungsband. 2008 publizierte sie mit Alfred Weidinger das Oeuvreverzeichnis der frühen Zeichnungen Oskar Kokoschkas.

## Ehrungen
1980 wurde sie mit dem Goldenen Ehrenzeichen für Verdienste um die Republik Österreich und 1994 mit dem Österreichischen Ehrenkreuz für Wissenschaft und Kunst I. Klasse ausgezeichnet.

## Schriften (Auswahl)
- Oskar Kokoschka, Weidinger, Alfred. - Salzburg : Verl. Galerie Welz, 2008
- Die Albertina in Wien. Koschatzky, Walter. - Wien : Residenz-Verl., 1970